# Tamina Knauer
Tamina Knauer (* 18. Februar 1994) ist eine deutsche Florettfechterin.

## Leben
Tamina Knauer wuchs in Mönchröden auf und begann ihre sportliche Laufbahn beim TSV Mönchröden. Sie focht bis zum 31. Juli 2007 für den Coburger TS. Seit dem 1. August 2007 tritt sie für den Fecht-Club Tauberbischofsheim an und trainiert am Olympiastützpunkt Tauberbischofsheim. Knauer besuchte ab 2010 die Berufsfachschule Wirtschaft und ab 2012 das Wirtschaftsgymnasium der Kaufmännischen Schule Tauberbischofsheim, welches sie 2015 mit dem Abitur abschloss. Von August 2015 bis September 2017 war sie Angehörige der Sportfördergruppe der Bundeswehr. Seit dem 1. Oktober 2017 ist sie Teil der 3. Kompanie des ABC-Abwehrbataillons 750 "Baden".

## Sportliche Erfolge
Knauer errang bei den Deutschen Fechtmeisterschaften 2015 die Bronzemedaille im Florett-Einzel sowie die Goldmedaille in der Mannschaft mit ihren Teamkameradinnen vom Fecht-Club Tauberbischofsheim. Bei den Deutschen Fechtmeisterschaften 2016 gewann sie die Silbermedaille. Daraufhin folgte auf der Military World Games CISM Korea die Bronzemedaille im Säbel. Zuletzt errang sie mit dem Mix Team bei der Militär-WM den zweiten Platz und beendete ihre Karriere mit einer Silbermedaille aus Acireale.